# Andreas Woyke
Andreas Woyke (* 28. April 1966 in Siegen) ist ein deutscher Konzertpianist, Jazzpianist und Komponist.

## Werdegang
Seinen ersten Klavierunterricht erhielt Andreas Woyke an der Jugendmusikschule Siegen im Alter von 3 Jahren. Mit 17 Jahren war er bereits Jungstudent an der Staatlichen Hochschule für Musik Köln bei Pavel Gililov. Von 1985 bis 1990 studierte er Klavier in Köln und schloss seine künstlerische Reifeprüfung „mit Auszeichnung“ ab. Ab 1993 studierte er weiter aufbauend in Köln und war Gaststudent an der Hochschule für Musik und darstellende Kunst Wien bei Rudolf Kehrer. Weitere Lehrer von Andreas Woyke waren Siegfried Fiedler, Pàl Molnar, Aldo Antognazzi und Julio Largacha.
1995 war er Korrepetitor an der Wiener Volksoper und Lehrbeauftragter an der Hochschule für Musik und darstellende Kunst Graz. Seit 1998 lehrt er in Graz und ist stilübergreifender Konzertpianist, Kammermusiker, Jazzpianist und Komponist.

## Konzerttätigkeit
Andreas Woyke ist als Solist, Kammermusiker, Improvisator und Jazzmusiker zu hören, u. a. in der Townhall New York, im Kennedy Center in Washington D.C., im Sala Sao Paulo, im Musikverein sowie dem Konzerthaus Wien, in der Philharmonie im Gasteig München, in der Philharmonie Köln, in der Tonhalle Düsseldorf, im Beethovenhaus Bonn, im Radiohuset Stockholm, im Tschaikowsky-Konservatorium Moskau, im Großen Rundfunksaal Bukarest, im South Africa State Theatre Pretoria und dem Oriental Arts Centre Shanghai. Er musizierte mit Dirigenten wie João Carlos Martins, Kazushi Ōno, Gérard Korsten, Heribert Beissel, Pàl Molnar, Rolf Agop und Volker Wangenheim. Außerdem arbeitete er an Projekten zusammen mit Künstlern und Künstlerinnen wie Christa Ludwig, Julia Stemberger, Cornelius Obonya, Mercedes Echerer und Michael Krüger.

## Künstlerisches Schaffen
Andreas Woyke überschreitet sowohl in seinen Konzerten als auch in seinen CD-Aufnahmen stilistische Grenzen. Auf seinen Solo-CDs hat er Klavierwerke von Johann Sebastian Bach und Frédéric Chopin mit seinen eigenen vom Jazz inspirierten Kompositionen verflochten. Als Improvisator arbeitet er mit Malern zusammen und begleitet Stummfilme. Stilrichtungen wie Rock, Jazz-Rock, Funk, Soul, Ethno oder House steht Woyke ebenso offen gegenüber wie den klassischen Richtungen und der Renaissance-Musik. Seit 2003 ist der österreichische Cellist Friedrich Kleinhapl sein ständiger Duopartner, mit dem er weltweit konzertiert. Gemeinsame CD-Aufnahmen des Labels Ars Produktion wurden mit internationalen Preisen wie dem Pasticcio-Preis (ORF) und dem Excellentia Award ausgezeichnet. Für seine CD Festas Suramericanas (2018) erhielt Andreas Woyke den Supersonic Award sowie eine ICMA-Nominierung. Außerdem wurde er in der Kategorie "Solistische Einspielung Instrument" für den Opus Klassik nominiert. Er bekam ebenfalls eine Nominierung für den Preis der deutschen Schallplattenkritik. 
Im Jahr 2003 gründete er die Fusion-Jazz-Band "D'yamba".
Andreas Woyke lebt als freischaffender Pianist in Graz und unterrichtet an der dortigen Kunstuniversität Klavier und Kammermusik. Er gibt weltweit regelmäßig Meisterkurse für Studenten, u. a. in Europa, Nord- und Südamerika sowie Asien.

## Wettbewerbspreise
- 1. Preis Internationaler Klavierwettbewerb Bremen, 1987
- 5. Preis Internationaler Klavierwettbewerb "Carlo Zecchi" Rom, 1988
- 1. Preis Internationaler Klavierwettbewerb "Johannes Brahms" Hamburg, 1992[12]
- 1. Preis Internationaler Wettbewerb "Klaviermusik des 20. Jahrhunderts" (Austro Mechana) Wien, 1994[13]
- 3. Preis Internationaler Klavierwettbewerb "J. S. Bach" Saarbrücken, 1995
- 2. Preis "UNISA-Transnet" International Piano Competition Pretoria, 1996[12]
- "Marc Raubenheimer Memorial Prize" (bestes Recital) Pretoria, 1996
- 1. Preis "L. Knezkova-Hussey" International Piano Competition Bathurst/Canada, 1996
- Diplom Internationaler Tschaikowski-Wettbewerb in Moskau, 1990 (Semifinalist)
- Diplom Van Cliburn International Piano Competition in Fort Worth/Texas, 1993 (Quarterfinalist)
- Stipendiat der Studienstiftung des deutschen Volkes, 1988–1992

## Diskographie
Alle Einspielungen erschienen bei Ars Produktion.
- César Franck / Sergej Rachmaninow Sonatas (2007). Friedrich Kleinhapl, Violoncello, und Andreas Woyke, Klavier.
- Brahms Sonatas and Songs (2008). Friedrich Kleinhapl, Violoncello, und Andreas Woyke, Klavier.
- Franz Schubert / Alfred Schnittke Sonatas and Songs (2008). Friedrich Kleinhapl, Violoncello, und Andreas Woyke, Klavier.
- Schostakowitsch Sonaten (2008). Friedrich Kleinhapl, Violoncello, und Andreas Woyke, Klavier.
- Ludwig van Beethoven Sonatas (2009). Friedrich Kleinhapl, Violoncello, und Andreas Woyke, Klavier.
- Braiding Bach (2010). Klavierwerke von Johann Sebastian Bach und Andreas Woyke. Andreas Woyke, Klavier.
- Ludwig van Beethoven Sonatas II (2010). Friedrich Kleinhapl, Violoncello, und Andreas Woyke, Klavier.
- Pasión Tango (2014). Friedrich Kleinhapl, Violoncello, und Andreas Woyke, Klavier.[16][17]
- Felix Mendelssohn Sonatas and Songs (2015). Friedrich Kleinhapl, Violoncello, und Andreas Woyke, Klavier.[16]
- Braiding Chopin (2018). Klavierwerke von Frédéric Chopin und Andreas Woyke. Andreas Woyke, Klavier.[18][19][20]
- Festas Suramericanas (2018). Werke von Heitor Villa-Lobos und Alberto Ginastera. Andreas Woyke, Klavier.[21][22][23][24]